# Marquion
Marquion est une commune française située dans le département du Pas-de-Calais en région Hauts-de-France. Ses habitants sont appelés les Marquionnais. La commune est membre de la communauté de communes Osartis Marquion.

## Géographie

### Localisation
Localisée dans le sud-est du département du Pas-de-Calais et limitrophe du département du Nord, Marquion est une commune traversée par le canal du Nord et située, à vol d'oiseau, à 11 km au nord-ouest de la commune de Cambrai et à 23 km au sud-est de la commune d’Arras (chef-lieu d'arrondissement et préfecture du Pas-de-Calais). La commune est traversée par l'autoroute A26 appelée « autoroute des Anglais ».
Le territoire de la commune est limitrophe de ceux de six communes, dont deux, Bourlon et Haynecourt, dans le département du Nord.
Les communes limitrophes sont Sauchy-Cauchy, Haynecourt, Baralle, Bourlon, Sains-lès-Marquion et Sauchy-Lestrée.

### Géologie et relief
La superficie de la commune est de 8,22 km2 ; son altitude varie de 43  à   79 m.

### Hydrographie
Le territoire de la commune est situé dans le bassin Artois-Picardie.
La commune est traversée par trois cours d'eau : 
- le canal du Nord, d'une longueur de 75,56 km, qui prend sa source dans la commune de Rouy-le-Grand et se jette dans la Somme Canalisée au niveau de la commune de Biaches[4] ;
- l'Agache, d'une longueur de 11,54 km, qui prend sa source dans la commune d'Inchy-en-Artois et finit sa course dans la commune de Palluel[5] ;

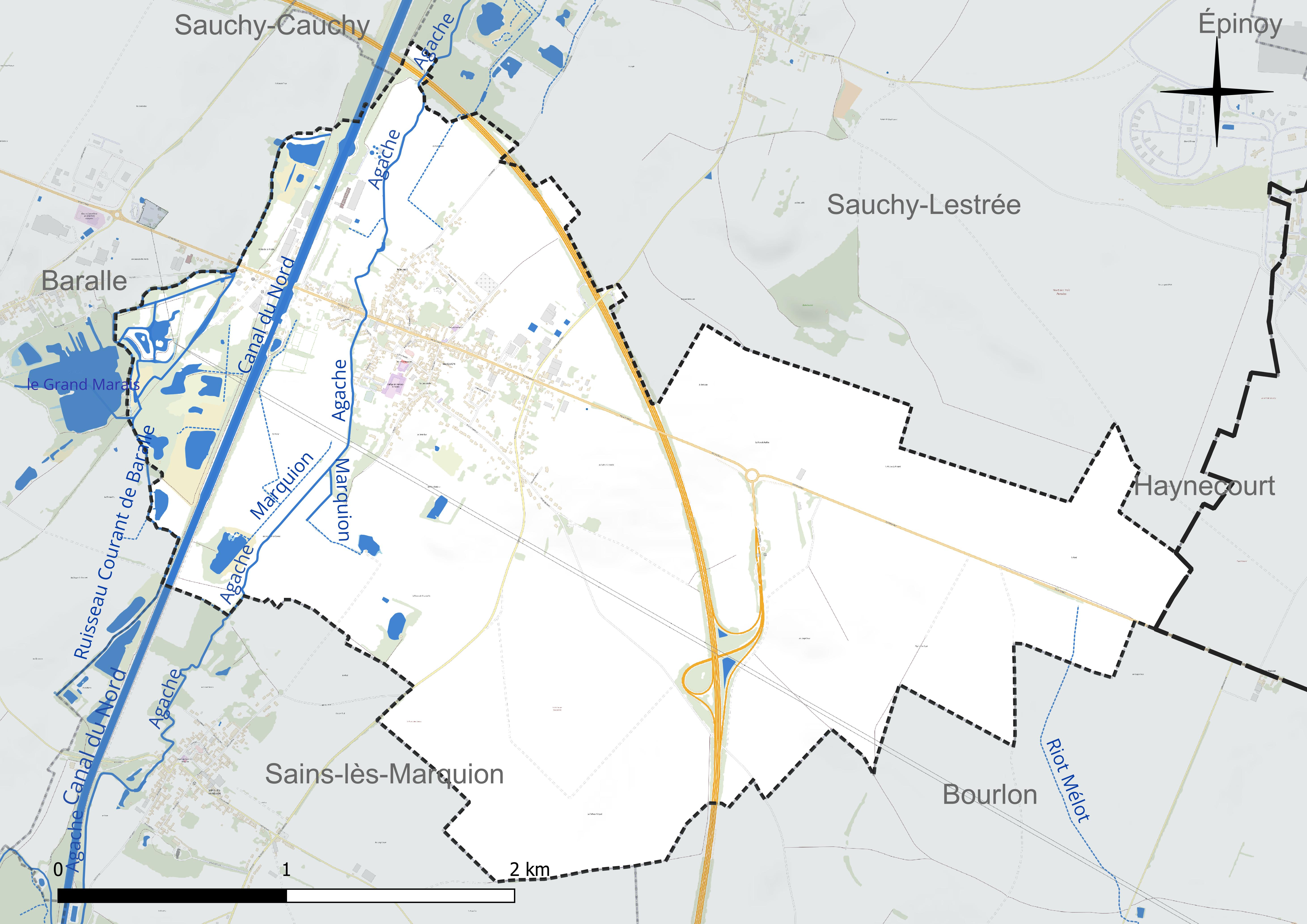
Réseau hydrographique de Marquion.

- le Riot Mélot, d'une longueur de 2,21 km[6].

### Climat
Pour des articles plus généraux, voir Climat des Hauts-de-France et Climat du Pas-de-Calais.
En 2010, le climat de la commune est de type climat océanique dégradé des plaines du Centre et du Nord, selon une étude du CNRS s'appuyant sur une série de données couvrant la période 1971-2000. En 2020, Météo-France publie une typologie des climats de la France métropolitaine dans laquelle la commune est exposée à un climat océanique et est dans la région climatique Nord-est du bassin Parisien, caractérisée par un ensoleillement médiocre, une pluviométrie moyenne régulièrement répartie au cours de l’année et un hiver froid (3 °C).
Pour la période 1971-2000, la température annuelle moyenne est de 10,5 °C, avec une amplitude thermique annuelle de 14,6 °C. Le cumul annuel moyen de précipitations est de 688 mm, avec 11,5 jours de précipitations en janvier et 9,2 jours en juillet. Pour la période 1991-2020, la température moyenne annuelle observée sur la station météorologique la plus proche, située sur la commune d'Épinoy à 6 km à vol d'oiseau, est de 10,9 °C et le cumul annuel moyen de précipitations est de 702,9 mm,. Pour l'avenir, les paramètres climatiques de la commune estimés pour 2050 selon différents scénarios d'émission de gaz à effet de serre sont consultables sur un site dédié publié par Météo-France en novembre 2022.

### Paysages
Pour un article plus général, voir Paysage en France.
La commune est située dans le paysage régional des grands plateaux artésiens et cambrésiens tel que défini dans l’atlas des paysages de la région Nord-Pas-de-Calais, conçu par la direction régionale de l'Environnement, de l'Aménagement et du Logement (DREAL),. Ce paysage régional, qui concerne 238 communes, est dominé par les « grandes cultures » de céréales et de betteraves industrielles qui représentent 70 % de la surface agricole utilisée (SAU).

### Milieux naturels et biodiversité

#### Zones naturelles d'intérêt écologique, faunistique et floristique
L’inventaire des zones naturelles d'intérêt écologique, faunistique et floristique (ZNIEFF) a pour objectif de réaliser une couverture des zones les plus intéressantes sur le plan écologique, essentiellement dans la perspective d’améliorer la connaissance du patrimoine naturel national et de fournir aux différents décideurs un outil d’aide à la prise en compte de l’environnement dans l’aménagement du territoire.
Le territoire communal comprend une ZNIEFF de type 1 : le grand Marais de Baralle et prairies de Marquion, d’une superficie de 85 ha et d'une altitude variant de 48  à   50 mètres. Cette ZNIEFF fait partie d’un vaste complexe de marais alluviaux constitué de grands étangs, de boisements marécageux, de peupleraies et de prairies alluviales.
et une ZNIEFF de type 2 : le complexe écologique de la vallée de la Sensée. Cette ZNIEFF s’étend sur plus de 20 km depuis les communes de Remy et Haucourt jusqu’à la confluence de la rivière canalisée avec l’Escaut. Elle forme une longue dépression à fond tourbeux, creusée entre des plateaux aux larges ondulations ; Ostrevent au Nord, bas-Artois au Sud et Cambrésis à l’Est.

Carte des ZNIEFF de type 1 et 2 sur la commune
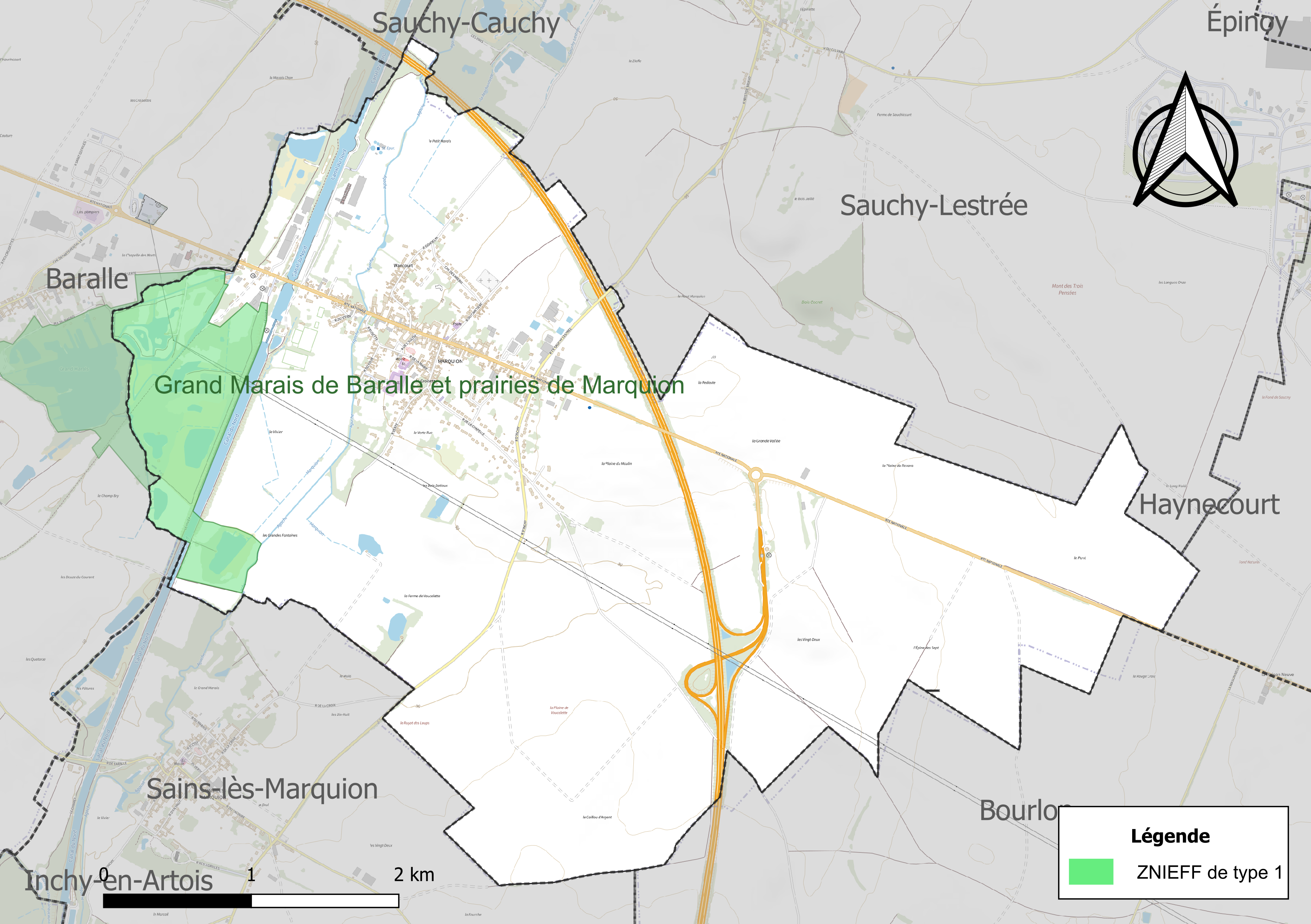
Carte de la ZNIEFF de type 1 sur la commune.
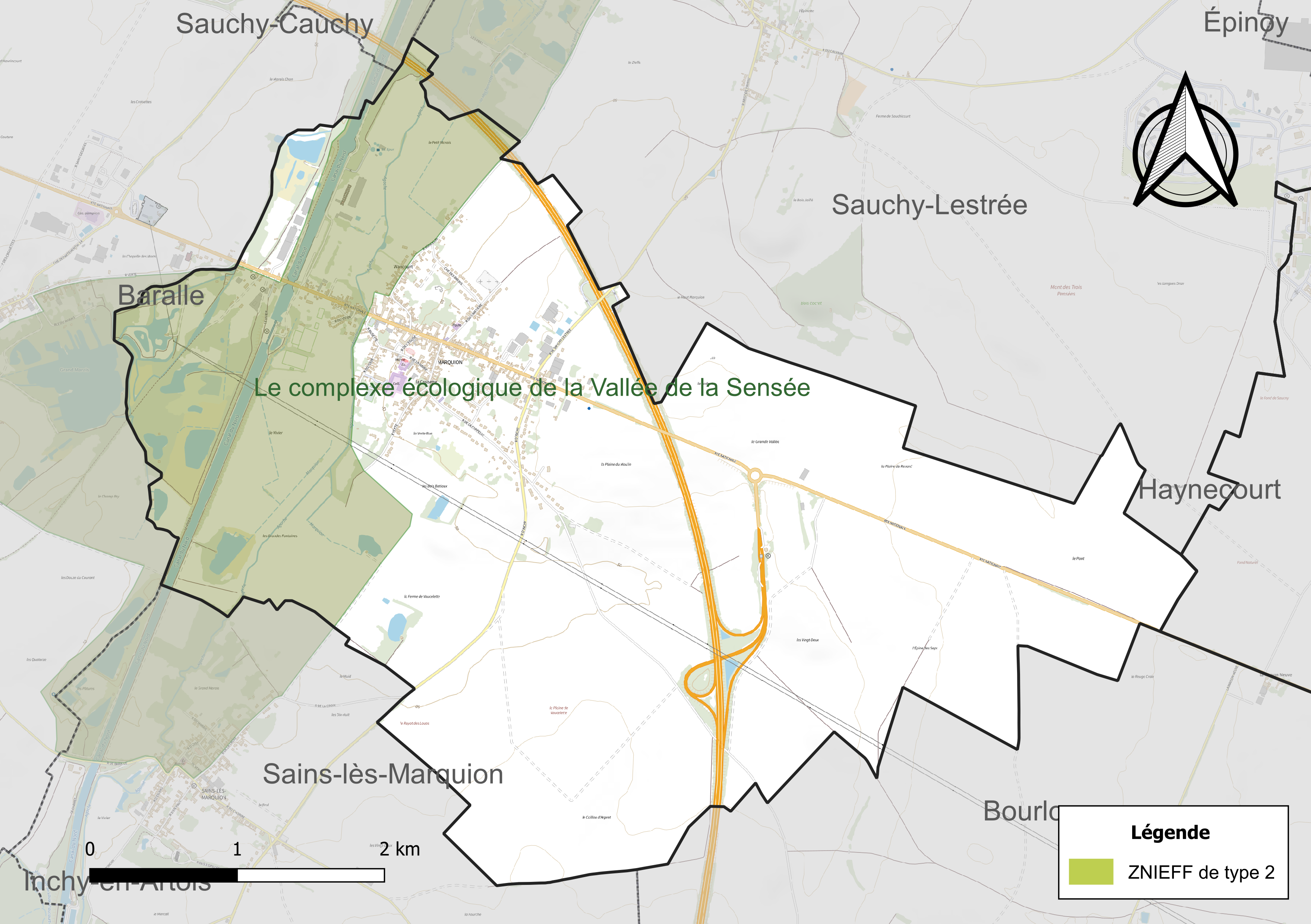
Carte de la ZNIEFF de type 2 sur la commune.

#### Espèces faunistiques et floristiques
L’Inventaire national du patrimoine naturel (INPN) recense plusieurs espèces faunistiques et floristiques sur le territoire de la commune dont certaines sont protégées et d’autres menacées et quasi-menacées.

## Urbanisme

### Typologie
Au 1er janvier 2024, Marquion est catégorisée bourg rural, selon la nouvelle grille communale de densité à sept niveaux définie par l'Insee en 2022.
Elle est située hors unité urbaine et hors attraction des villes,.

### Occupation des sols
L'occupation des sols de la commune, telle qu'elle ressort de la base de données européenne d’occupation biophysique des sols Corine Land Cover (CLC), est marquée par l'importance des territoires agricoles (81,2 % en 2018), en diminution par rapport à 1990 (94 %). La répartition détaillée en 2018 est la suivante : 
terres arables (79,4 %), zones urbanisées (12,7 %), zones humides intérieures (6 %), prairies (1,8 %). L'évolution de l’occupation des sols de la commune et de ses infrastructures peut être observée sur les différentes représentations cartographiques du territoire : la carte de Cassini (XVIIIe siècle), la carte d'état-major (1820-1866) et les cartes ou photos aériennes de l'IGN pour la période actuelle (1950 à aujourd'hui).

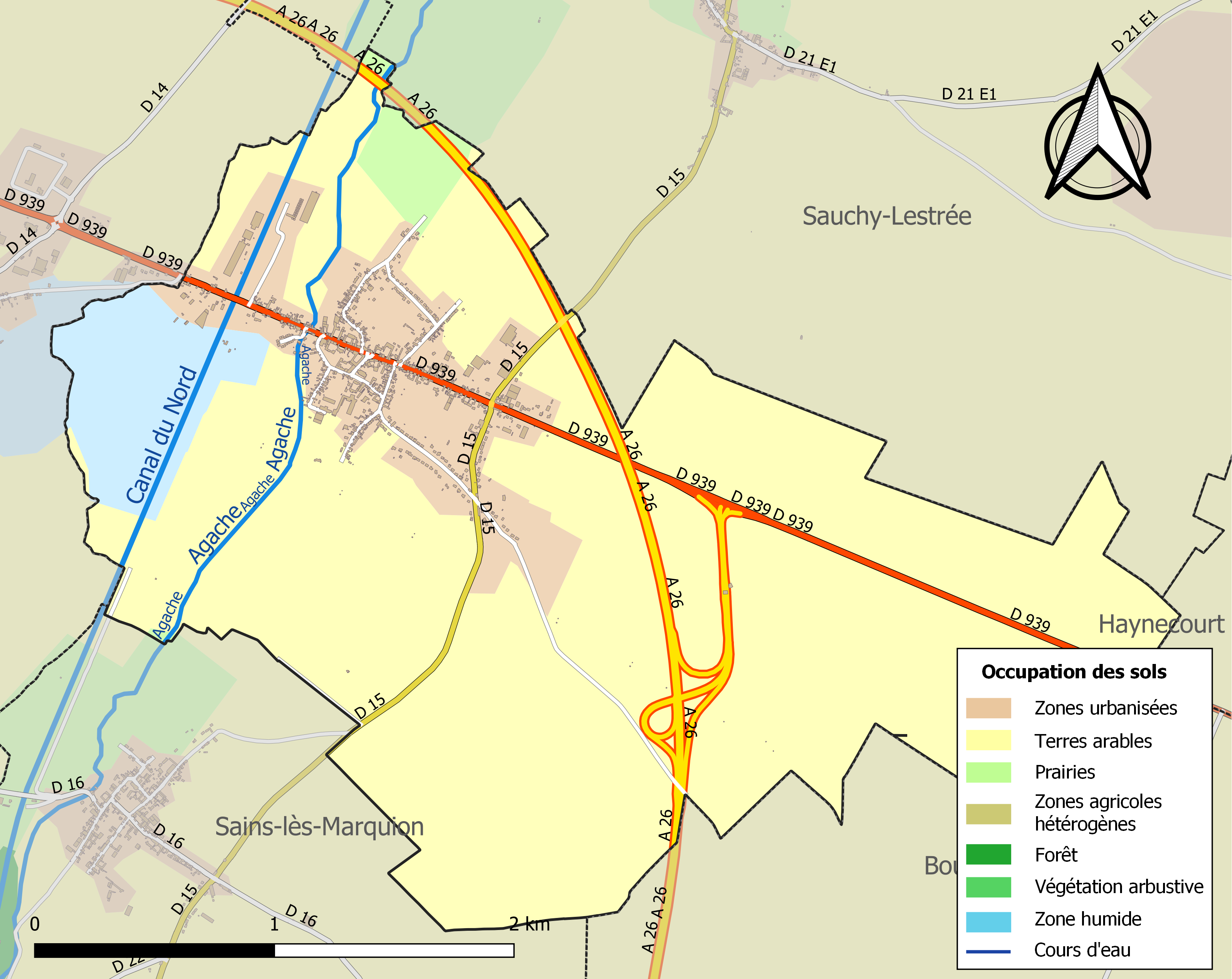
Carte des infrastructures et de l'occupation des sols de la commune en 2018 (CLC).

### Voies de communication et transports

#### Transports
De 1880 à 1969, la commune est desservie par une ancienne ligne de chemin de fer, la ligne de Boisleux à Marquion puis, cette ligne connaît une extension, de 1899 à 1964, avec la ligne de chemin de fer de Marquion à Cambrai, une ancienne ligne de chemin de fer qui reliait les communes de Marquion et de Cambrai.
La commune est impactée par le projet de canal Seine-Nord Europe et la création d'une plateforme multimodale.
Le canal Seine-Nord Europe (CSNE), reliant l'agglomération parisienne avec le réseau fluvial du Nord de la France et du Benelux et dont l'ouverture est prévue en 2030, traverse le territoire de la commune et dispose d'une des six écluses, l'écluse de Marquion-Bouron.
Les fouilles archéologiques ont débuté par un sondage diagnostic. Les travaux de construction du canal ne débuteront qu'après des fouilles sur l'ensemble du trajet.
Il s'agit du plus important chantier de fouille de France sur 106 km de long et 2 450 hectares à explorer qui sera réalisé par l'Institut national de recherches archéologiques préventives (INRAP).
Le long de la RD 939, une voie romaine et de nombreuses villas ainsi qu'un monument funéraire de l'âge du bronze ont été repérés.
Ce sont ensuite des sépultures gallo-romaines monumentales qui sont découvertes, il s'agit de sept tombes à hypogée datées de la fin du Ier siècle et du début du IIe siècle, elles étaient à l'origine surmontées de mausolées et s'alignaient le long de la voie Cambrai-Arras.

## Toponymie
Le nom de la localité est attesté sous les formes Marchium en 1036, Markion en 1186, Marquion en 1477 ; Marquion en 1793 et depuis 1801.
Masculin singulier de la forme Picarde correspondant à l'oïl marchionne « pays, ville limitrophe » pour désigner d'abord le cours d'eau « (ruisseau) limitrophe ». Le toponyme peut signifier « une frontière désignée par un courant d'eau ».

## Histoire
À l’époque carolingienne, en 1106, Régnier de Marquion, chevalier croisé, meurt en Terre sainte.
La commune est décorée de la croix de guerre 1914-1918 par décret du 23 septembre 1920, distinction également attribuée à 276 autres communes du Pas-de-Calais.
En mai 1920, la commune vit un épisode peu banal : dans la nuit du 7 au 8, une dizaine de personnes assiègent la gendarmerie en poussant des cris menaçants et en jetant des pierres sur l'entrée principale. En passant par une porte de secours, les gendarmes réussissent à cerner le groupe, à les désarmer de leurs cailloux et autres pierres, et à les arrêter. Les manifestants tous étrangers (à l'époque, nombre de personnes venues d'autres pays sont présents en Nord-Pas-de-Calais pour travailler au nettoyage, déblaiement, reconstruction). Leur volonté était de manifester contre l'autorité et d'installer un soviet (la révolution russe qui a instauré ce type de conseil ouvrier date de 1917). Leur tentative a fait long feu.

## Politique et administration

### Découpage territorial
La commune se trouve dans l'arrondissement d'Arras du département du Pas-de-Calais.

#### Commune et intercommunalités
La commune est membre de la communauté de communes Osartis Marquion qui regroupe 49 communes et totalise 42 651 habitants en 2021.

#### Circonscriptions administratives
La commune est rattachée au canton de Bapaume.

#### Circonscriptions électorales
Pour l'élection des députés, la commune fait partie de la première circonscription du Pas-de-Calais.

### Élections municipales et communautaires

#### Liste des maires
| Période                                  | Période                    | Identité       | Étiquette | Qualité                                   |
| ---------------------------------------- | -------------------------- | -------------- | --------- | ----------------------------------------- |
| Les données manquantes sont à compléter. |                            |                |           |                                           |
| 1983                                     | 2014                       | Julien Olivier | PS        | Conseiller général (2001 → )              |
| mars 2014                                | En cours (au 29 mars 2022) | Jacques Petit  | UMP       | Retraité, Réélu pour le mandat 2020-2026, |

## Population et société

### Démographie
Les habitants sont appelés les Marquionnais.

#### Évolution démographique
L'évolution du nombre d'habitants est connue à travers les recensements de la population effectués dans la commune depuis 1793. Pour les communes de moins de 10 000 habitants, une enquête de recensement portant sur toute la population est réalisée tous les cinq ans, les populations de référence des années intermédiaires étant quant à elles estimées par interpolation ou extrapolation. Pour la commune, le premier recensement exhaustif entrant dans le cadre du nouveau dispositif a été réalisé en 2008.

En 2022, la commune comptait 1 016 habitants, en évolution de +3,57 % par rapport à 2016 (Pas-de-Calais : −0,72 %, France hors Mayotte : +2,11 %).
| 1793 | 1800 | 1806 | 1821 | 1831 | 1836 | 1841 | 1846 | 1851 |
| ---- | ---- | ---- | ---- | ---- | ---- | ---- | ---- | ---- |
| 482  | 461  | 514  | 615  | 687  | 704  | 726  | 772  | 754  |

| 1856 | 1861 | 1866 | 1872 | 1876 | 1881 | 1886 | 1891 | 1896 |
| ---- | ---- | ---- | ---- | ---- | ---- | ---- | ---- | ---- |
| 794  | 842  | 903  | 859  | 861  | 823  | 817  | 815  | 825  |

| 1901 | 1906 | 1911 | 1921 | 1926 | 1931 | 1936 | 1946 | 1954 |
| ---- | ---- | ---- | ---- | ---- | ---- | ---- | ---- | ---- |
| 813  | 767  | 780  | 839  | 904  | 868  | 851  | 784  | 807  |

| 1962 | 1968 | 1975 | 1982 | 1990 | 1999  | 2006 | 2008 | 2013 |
| ---- | ---- | ---- | ---- | ---- | ----- | ---- | ---- | ---- |
| 845  | 859  | 874  | 887  | 947  | 1 008 | 960  | 946  | 967  |

| 2018 | 2022  | - | - | - | - | - | - | - |
| ---- | ----- | - | - | - | - | - | - | - |
| 972  | 1 016 | - | - | - | - | - | - | - |

#### Pyramide des âges
En 2018, le taux de personnes d'un âge inférieur à 30 ans s'élève à 35,2 %, soit en dessous de la moyenne départementale (36,7 %). À l'inverse, le taux de personnes d'âge supérieur à 60 ans est de 25,2 % la même année, alors qu'il est de 24,9 % au niveau départemental.
En 2018, la commune comptait 470 hommes pour 502 femmes, soit un taux de 51,65 % de femmes, légèrement supérieur au taux départemental (51,50 %).
Les pyramides des âges de la commune et du département s'établissent comme suit.
| Hommes | Classe d’âge | Femmes |
| ------ | ------------ | ------ |
| 0,4    | 90 ou +      | 0,4    |
| 6,6    | 75-89 ans    | 6,8    |
| 16,6   | 60-74 ans    | 19,5   |
| 20,2   | 45-59 ans    | 17,1   |
| 21,9   | 30-44 ans    | 20,1   |
| 14,0   | 15-29 ans    | 14,3   |
| 20,2   | 0-14 ans     | 21,7   |

| Hommes | Classe d’âge | Femmes |
| ------ | ------------ | ------ |
| 0,5    | 90 ou +      | 1,6    |
| 5,6    | 75-89 ans    | 8,9    |
| 16,7   | 60-74 ans    | 18,1   |
| 20,2   | 45-59 ans    | 19,2   |
| 18,9   | 30-44 ans    | 18,1   |
| 18,2   | 15-29 ans    | 16,2   |
| 19,9   | 0-14 ans     | 17,9   |

### Vie associative
L'harmonie de Marquion a été créée en 1990. Elle est classée en 1re division 2e section.

## Culture locale et patrimoine

### Lieux et monuments
- L'église Saint-Aignan.
- Le port du canal du Nord.
- Le monument aux morts, surmonté d'une croix latine[47].
- Le Quarry Cemetery, cimetière militaire britannique[48].

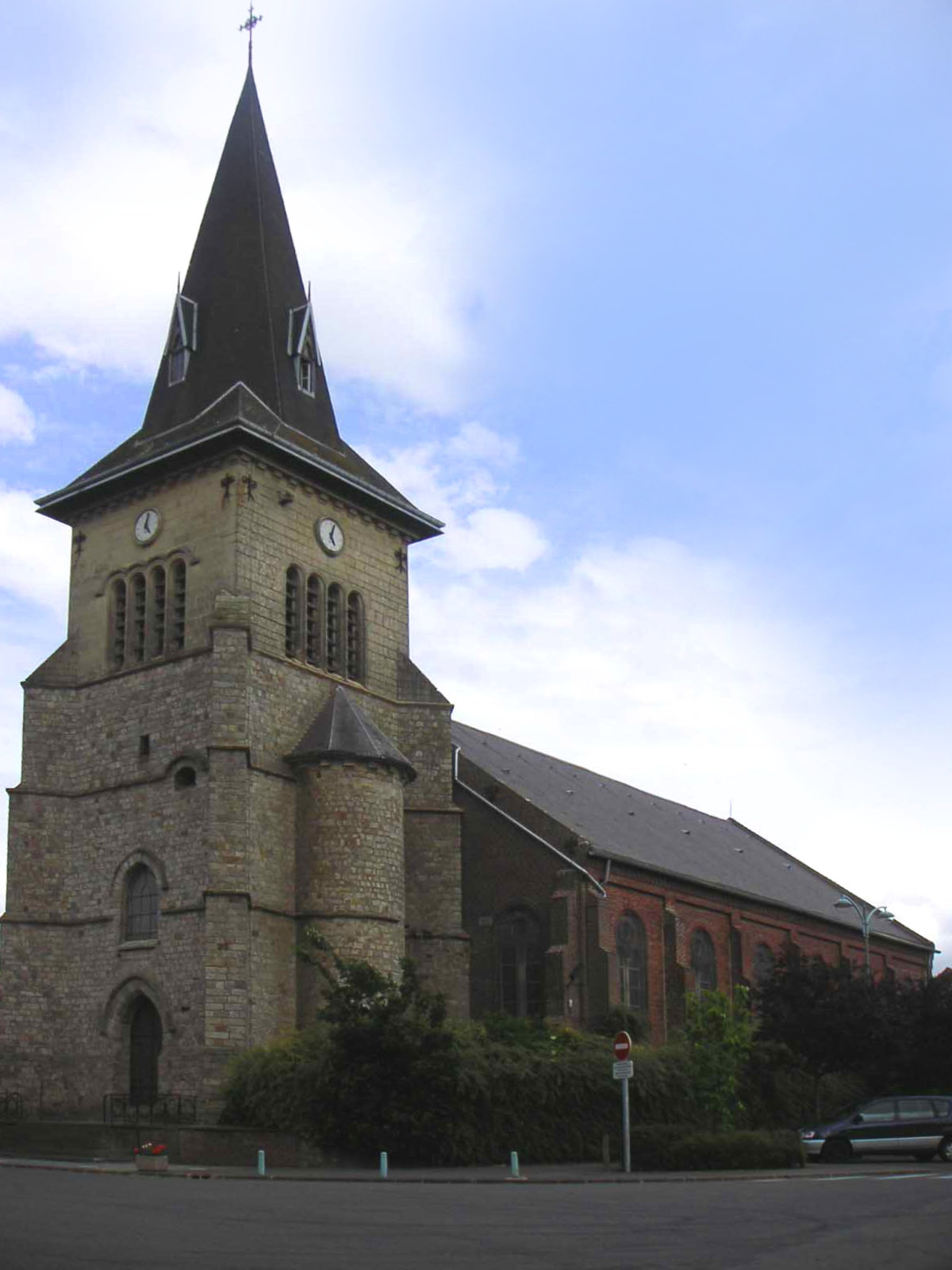
L'église Saint-Aignan.
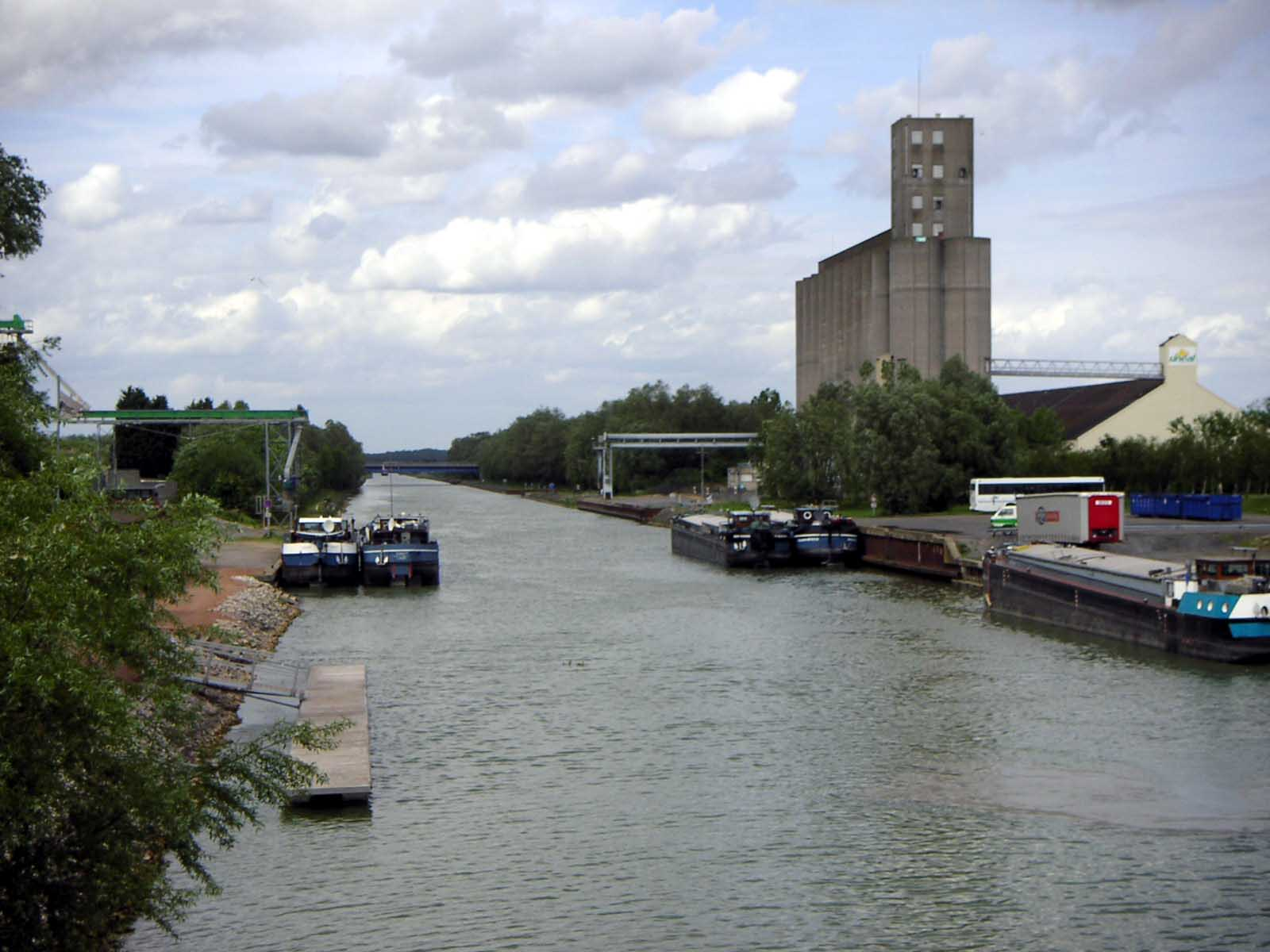
Le port.
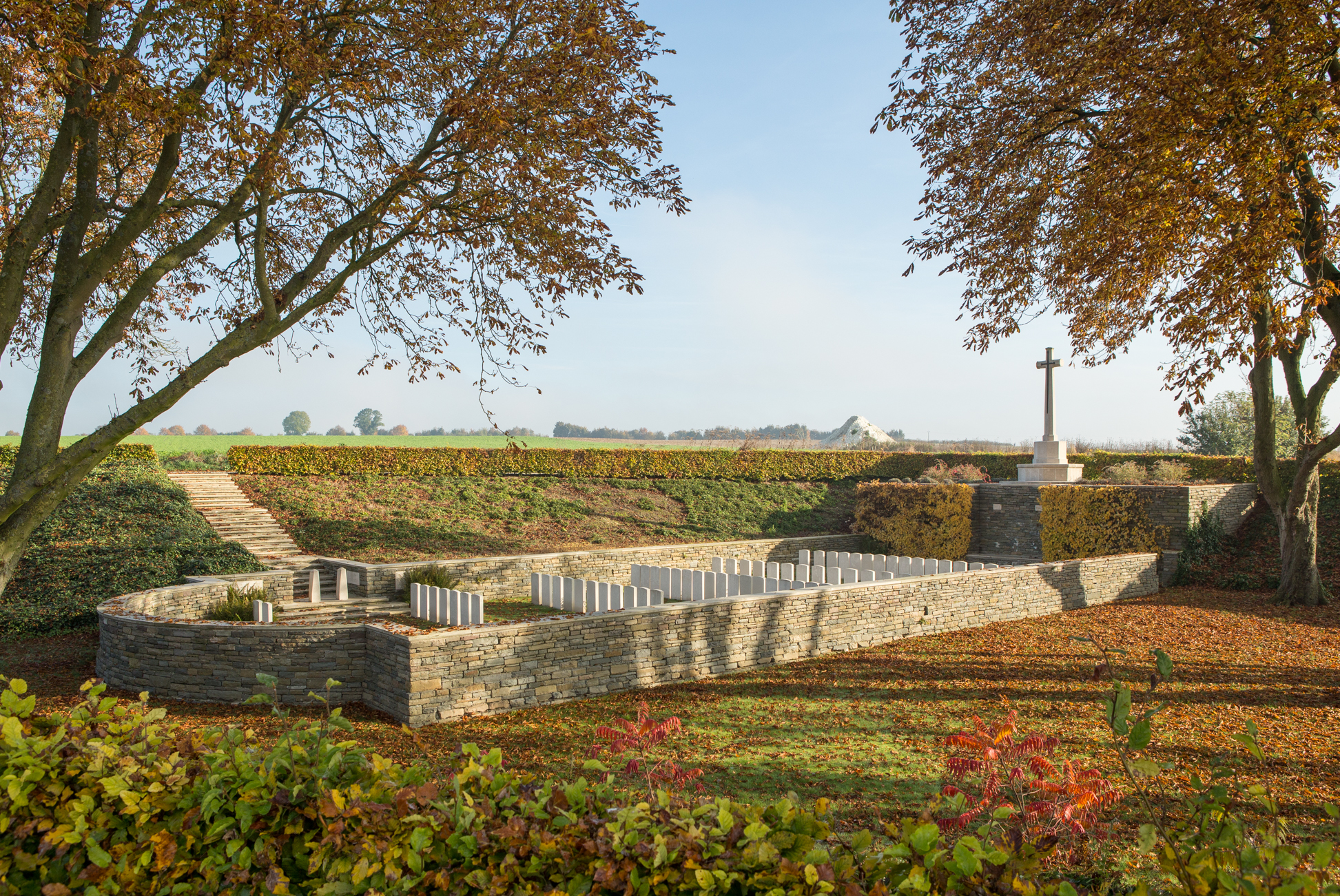
Le Quarry Cemetery.

### Personnalités liées à la commune
- Fortuné Delsaux (1915-1946), militaire français, Compagnon de la Libération, né à Marquion.

### Héraldique
| Blason de Marquion | Blason  | Parti : au 1er d'or à la gerbe de blé de sinople surmontée de trois grains de blé du même, au 2e de gueules à la ruche d'or surmontée de trois abeilles du même ; au pommier arraché au naturel brochant sur la partition. |
| Blason de Marquion | Détails | Adopté par la municipalité le 9 mai 1994. |

## Pour approfondir

#### Bases de données, dictionnaires et encyclopédies
- Ressources relatives à la géographie :   - Insee (communes)
  - Ldh/EHESS/Cassini
- Ressource relative à plusieurs domaines :   - Annuaire du service public français
- Notices d'autorité :   - BnF (données)